# Frank Wignall
Frank Wignall (* 21. August 1939 in Blackrod) ist ein ehemaliger englischer Fußballspieler und -trainer. Als Mittelstürmer „klassischer Prägung“ spielte er sich nach Anfangsjahren zu Beginn der 1960er-Jahre beim FC Everton und Nottingham Forest bis in die englische Nationalmannschaft, verlor aber nach drei Beinbrüchen in Serie den sportlichen Anschluss. Als Ergänzungsspieler gewann er 1972 mit Derby County die Meisterschaft und kurz darauf wechselte er in den Trainerberuf. Dabei betreute zur Mitte der 1970er-Jahre die Auswahl Katars.

## Sportlicher Werdegang

### FC Everton (1958–1963)
Erste Karrierestation des in Blackrod – auf halber Strecke zwischen Wigan und Bolton gelegen – geborenen Frank Wignall war der in unmittelbarer Nähe spielende Verein Horwich RMI in der Lancashire Combination. Dort stach der Mechanikerlehrling in der Saison 1957/58 mit 42 Pflichtspieltoren heraus, als der Klub die Ligameisterschaft gewann und zudem im Finale um den Lancashire Junior Cup stand. Am Saisonende wechselte er für eine vierstellige Ablösesumme nach Liverpool zum FC Everton, wo der junge Mittelstürmer jedoch bis zur Saison 1960/61 auf die ersten Bewährungschancen in der A-Mannschaft warten musste. Bei seinem Debüt am 12. Oktober 1960 im Ligapokal gegen Accrington Stanley traf er zweimal zum 3:1-Sieg und auch bei seinen ersten Auftritten in Erstligapartien ab Ende November 1960 zeigte er sich torgefährlich. Am Ende der Saison wies seine Statistik 15 Tore in 19 Pflichtspielen aus, davon acht in der höchsten englischen Spielklasse.
Trotz dieser außergewöhnlich guten Quote blieb ihm der sportliche Durchbruch bei den „Toffees“ in der Folgezeit verwehrt. Dies lag in erster Linie an der Ausrichtung des neuen Trainers Harry Catterick, der weniger auf Wignall als Mittelstürmer klassischer Prägung setzte und stattdessen das beweglichere Sturmduo Alex Young und Roy Vernon favorisierte. Nach gerade einmal zwölf Ligapartien in den folgenden zwei Jahren wechselte Wignall im Juni 1963 zum Ligakonkurrenten Nottingham Forest. Sein Beitrag zum Gewinn des englischen Ligatitel 1963 war zuvor mit einem Einsatz und eigenem Tor gegen Manchester City (1:1) marginal und reichte nicht für den offiziellen Erhalt einer Meistermedaille.

### Nottingham & Wolverhampton (1963–1969)
In Nottingham eroberte sich Wignall auf Anhieb einen Stammplatz und in seinen ersten beiden Spielzeiten gelangen ihm 30 Ligatreffer. Dadurch katapultierte er sich in den Fokus des englischen Nationaltrainers Alf Ramsey, der im Vorfeld der WM 1966 im eigenen Land mit zahlreichen Spielern experimentierte. So kam er im Herbst 1964 zu zwei A-Länderspielen für England und bei seinem Debüt gegen Wales am 18. November 1964 schoss er beide Tore zum 2:1-Sieg. Beim 1:1 in Amsterdam gegen die Niederlande hingegen ging er leer aus und es folgten keine weiteren Auftritte Wignalls mehr für die „Three Lions“. Mitverantwortlich dafür waren auch Verletzungsprobleme, die ihn ab April 1965 ereilten. Zum Ende der Saison 1964/65 brach er sich das Bein und kurz nach seiner Genesung widerfuhr ihm dasselbe Missgeschick in einem Heimspiel gegen Newcastle United sowie ein drittes Mal gegen den FC Liverpool. Im März 1968 endete sein Engagement in Nottingham und mit den Wolverhampton Wanderers fand er einen neuen Arbeitgeber.
Die „Wolves“, die im Jahr zuvor in die erste Liga zurückgekehrt waren, befanden sich im Kampf um den Klassenerhalt und Wignall war mit neun Treffern zum Saisonende maßgeblich daran beteiligt, dass dieser bewerkstelligt werden konnte. Einen besonderen Stellenwert hatte ein 6:1-Erfolg gegen den Ex-Klub aus Nottingham kurz nach seiner Ankunft, bei dem Wignall zwei Treffer erzielte. In der folgenden Saison 1968/69 verlor er jedoch seinen Platz in der Mannschaft wieder und kurz nach dem Trainerwechsel von Ronnie Allen zu Bill McGarry wechselte er im Februar 1969 zum aufstrebenden Zweitligisten Derby County unter Trainer Brian Clough.

### Derby County, Karriereausklang und Trainertätigkeiten (ab 1969)
Als Ergänzungsspieler hatte Wignall in Derby auf Anhieb einen nicht geringen Anteil an einem Mannschaftserfolg. Zwar stand er in den verbleibenden Partien der Saison nur viermal in der Startelf, aber mit seinen vier Toren (darunter der 1:0-Siegtreffer gegen den FC Fulham) trug er zum Gewinn der Zweitligameisterschaft und dem damit verbundenen Aufstieg in die First Division bei. Als sich Derby County dort zu einem der Spitzenvereine entwickelte, blieb Wignall zumeist auf die Rolle des Ersatzmanns beschränkt, jedoch speziell beim Gewinn der Meisterschaft 1972 verhalf er mit drei Toren in den ersten vier Ligaspielen zu einem guten Start in die Saison. Dauerhaft setzte er sich jedoch gegen Konkurrenten wie Kevin Hector, John O’Hare und Alan Hinton nicht durch und noch vor dem Gewinn der Meisterschaft war er im November 1971 zum Drittligisten Mansfield Town gewechselt.
In Mansfield stieg er 1972 in die Viertklassigkeit ab und im Jahr darauf misslang der Versuch des direkten Wiederaufstiegs knapp mit nur zwei Punkten Abstand auf den vierten Rang. Im Laufe des nächsten Jahres ließ er bei kleineren Verein wie dem FC King’s Lynn und Burton Albion die aktive Laufbahn ausklingen und beim zuerst genannten Klub agierte er in der Funktion des Spielertrainers. Im Oktober 1974 übernahm er in Katar die Aufgabe des Nationaltrainers, verfolgte die Tätigkeit eines sportlichen Leiters nach seiner Rückkehr nach England aber nicht mehr in intensiverem Maße. Zwischen Juli 1981 und März 1983 betreute er Shepshed Charterhouse in der Nähe von Nottingham, wo Wignall weiter seinen Wohnsitz hatte.

## Titel/Auszeichnungen
- Englische Meisterschaft (1): 1972